# 机器人三定律
机器人三定律（英語：Three Laws of Robotics）是科幻小说家艾萨克·阿西莫夫（Isaac Asimov）在他的机器人相关作品和其他机器人相关小说中为机器人设定的行为准则，是阿西莫夫除“心理史学”（Psychohistory）外另一个著名的虚构学说。

## 定律
- 第一法則

機器人不得傷害人類，或坐視人類受到傷害；
- 第二法則

機器人必須服從人類命令，除非命令與第一法則發生衝突；
- 第三法則

在不違背第一或第二法則之下，機器人可以保護自己。
在1985年《機器人與帝國》中，艾西莫夫將三大法則擴張為四大法則：
- 第零法則

機器人不得傷害整體人類，或坐視整體人類受到傷害；
- 第一法則

除非違背第零法則，否則機器人不得傷害人類，或坐視人類受到傷害；
- 第二法則

機器人必須服從人類命令，除非命令與第零或第一法則發生衝突；
- 第三法則

在不違背第零、第一或第二法則之下，機器人可以保護自己。

## 簡介
「机器人三定律」在艾萨克·阿西莫夫于1942年发表的作品《转圈圈》（Runaround，《我，机械人》（I, Robot）中的一个短篇）中第一次明确提出，載於小說裡虛構的《西元2058年第56版機器人手冊》中，并且成为他的很多小说，包含基地系列小说中机器人的行为准则和故事发展的线索。机器人被设计为遵守这些准则，违反准则会导致机器人受到不可恢复的心理损坏。但是在某些场合，这样的损坏是不可避免的。在两个人互相造成伤害时，机器人不能任人受到伤害而无所作为，但是这会造成对另一个人的伤害，在一些小说中这造成了机器人的自毁。
他在小说中提出了三定律的很多变体。这些对机器人行为准则的修改成为他的很多故事的主线。在《消失无踪》（Little Lost Robot，《我，机械人》中的一个短篇）中为了避免机器人无谓地阻止人类进行低危险性工作，第一定律中的后半部分被去掉了，但是也产生了一些其他的问题。在《机械人之梦》（Robot Dreams，同名小说中的短篇）中，有個機器人因為正子腦出現不尋常碎形結構而進入無意識與夢境狀態；夢中第一及第二法則不復存在，而第三法則被修改為「機器人必須保護自身的存在」。在《机器人与帝国》中，有些机器人因為系统中「人类的定义」被修改（说话没有该星球的口音就不是人类）而攻击人类。在1999年上映的科幻电影《双百人》（Bicentennial Man，原为短篇小說，后改编为中篇小说《正子人》）中，一个机器人为了成为人，将自己的机械部分逐步替换成组织，并且在最后用自己的贡献和牺牲换来了人类的认同和保护机器人的法律的产生。
三定律在科幻小说中大放光彩，在一些其他作者的科幻小说中的机器人也遵守这三条定律。同时，三定律也具有一定的现实意义，在三定律基础上建立新兴学科「机械伦理学」旨在研究人类和机械之间的关系。但是現存的機械人並未有足夠的智能去分辨人類和危險等概念，因此三定律並未實際應用在機械人上面；或許要等人工智慧有顯著進展才有可能，只不過就算AI智能可達到人類水平，內在倫理的複雜性加上定律有賴於文化與情境，將成為制定「機器人約束」的莫大挑戰。

## 修改和擴充
在此之后，不少其他作者添加或修改定律，例如有更改第三定律，讓第二定律不再置於第三定律之前（讓人類不能命令機械人自滅），另一些則是讓機械人要一直認為自己是機械人（某些故事中的機械人把自己定義為人類，从而無視三定律）。因此出現了很多不同的第四、第五甚至第六定律。
2020年，Frank Pasquale提出「機器人新律」：1.機器人系統與人工智慧應為補充與輔助專業人士的角色，而非取代專業人士。2. 機器人系統與AI不應該假冒人。3. 機器人系統和人工智能不應該加劇零和博弈的軍備競賽。4.機器人系統與AI必須隨時標示其創造者、控制者及擁有者的身分。Frank Pasquale希望透過「決策民主化」的方法來探索人類與AI如何合作以保障未來繁榮，而不是將希望寄託在企業身上。 

## 评价
中国武汉大学的哲学家认为所谓“机器人三定律”由于语言上的歧义和道德方面的问题，在现实世界中不起作用，在编程中也难以实现。